# 196640 Mulhacén
(196640) Mulhacén, denumire internațională (196640) Mulhacen, este un asteroid din centura principală de asteroizi.

## Descriere
196640 Mulhacén este un asteroid din centura principală de asteroizi. A fost descoperit pe 17 septembrie 2003 la Heppenheim de Felix Hormuth. Asteroidul prezintă o orbită caracterizată de o semiaxă mare de 2,80 ua, o excentricitate de 0,05 și o înclinație de 7,3° în raport cu ecliptica.